# Ripvide
Ripvide (Salix glauca) är 0,5-2,5 meter hög buske i videsläktet (Salix). Bladen som saknar stipler hos vanligt ripvide (ssp. glauca) men finns (och är lansettlika) hos ryssvide (ssp. stipulifera) är täckta av vita hår vilket ger hela växten en typisk gråluden färg. Även årsskott är ludna medan de äldre grenarna som har brun bark är helt kala. Ripvide blommar i juni och honliga exemplar får sedan 5–10 centimeter långa hängen som sitter på bladiga skaft.

## Förväxlingsarter
Ripvide liknar närmast lappvide (S.lapponum) som också har gråludna blad och ett liknande växtsätt. Denna saknar dock blad på hängeskaften. Detta gäller även den likaledes gråludna ullvidet (S.lanatum) som dessutom har karaktäristiskt breda blad och tydliga stipler.

## Växtplats och ekologi
Arten växer på blöt-fuktig mark som stränder, myrar och sumpskogar men också på lite torrare platser som fjällhedar. Den bryr sig inte om jordens kalkhalt.
I vissa dalgångar (Sarvesvágge) i Sarek nationalpark där den bildar stora hav av svårgenomträngliga snår kan vissa exemplar utveckla en stam med en diameter på upp till 15 centimeter i diameter och en höjd på 2.5 meter. Detta förekommer särskilt i branta sluttningar bland äldre rasmassor, där den nedre delen av stammen växer i riktning med sluttningen neråt innan den övergår till att sträcka sig vertikalt uppåt och smalna av.

## Utbredning
Ripvide är en vanlig art i större delen av Norrland med undantag för kustområdena där den är sällsynt. Vanligast är den i fjällkedjan där den tillsammans med lappvide ofta bildar stora svårgenomträngliga snår. 

I övriga Norden är den vanlig i större delen av Norge, i norra Finland men saknas helt i övriga länder.Underarten ryssvide (ssp. stipulifera) finns i de nordöstligaste delarna av Norden samt i de södra delarna av fjällkedjan.

Världsutbredningen är nordligt cirkumpolär men det finns sydliga utposter i bergskedjor som Alperna, Pyrenéerna och Klippiga Bergen. Den delas ofta upp i ett flertal geografiskt avgränsade underarter. 